# Sean Lock
Sean Michael Lock était un humoriste et acteur britannique né le 22 avril 1963 à Chertsey dans le Surrey (Angleterre) et mort le 16 août 2021 à Muswell Hill (Haringey).
Il a commencé sa carrière d'humoriste et a remporté en 2000 le British Comedy Award, dans la catégorie du meilleur comique en direct, et a été nommé pour le Perrier Comedy Award.
Il a été capitaine d'équipe dans l'émission de panel comique 8 Out of 10 Cats de Channel 4 de 2005 à 2015, et dans 8 Out of 10 Cats Does Countdown de 2012 jusqu'à son décès en 2021.
Lock se produit fréquemment sur scène, à la télévision et à la radio. Ses numéros sont souvent surréalistes et présentés dans un style pince-sans-rire. Il a également écrit des textes pour Bill Bailey, Lee Evans et Mark Lamarr. Lock a été élu 55e plus grand comique de stand-up dans la liste des 100 plus grands stand-up de Channel 4 en 2007, et a été classé 19e dans la liste actualisée de 2010. Il a été fréquemment invité dans d'autres émissions de panel, notamment Have I Got News for You, QI et They Think It's All Over de la BBC.

## Biographie

### Mort
Sean Lock meurt d'un cancer du poumon, le 16 août 2021 à Muswell Hill (Haringey) à l'âge de 58 ans.

## Filmographie

### Comme scénariste
- 1993 : Smart Alek
- 1999 : Mark Lamarr Leaving the 20th Century (série télévisée)
- 2000 : Lamarr's Attacks (série télévisée)
- 2001 : Cette sale terre (This Filthy Earth)

### Comme producteur
- 2002 : 15 Storeys High (série télévisée) : Vince

### Comme acteur
- 1993 : Smart Alek : Smart Alek
- 1993 : Newman and Baddiel in Pieces (série télévisée)